# Río Lukenie

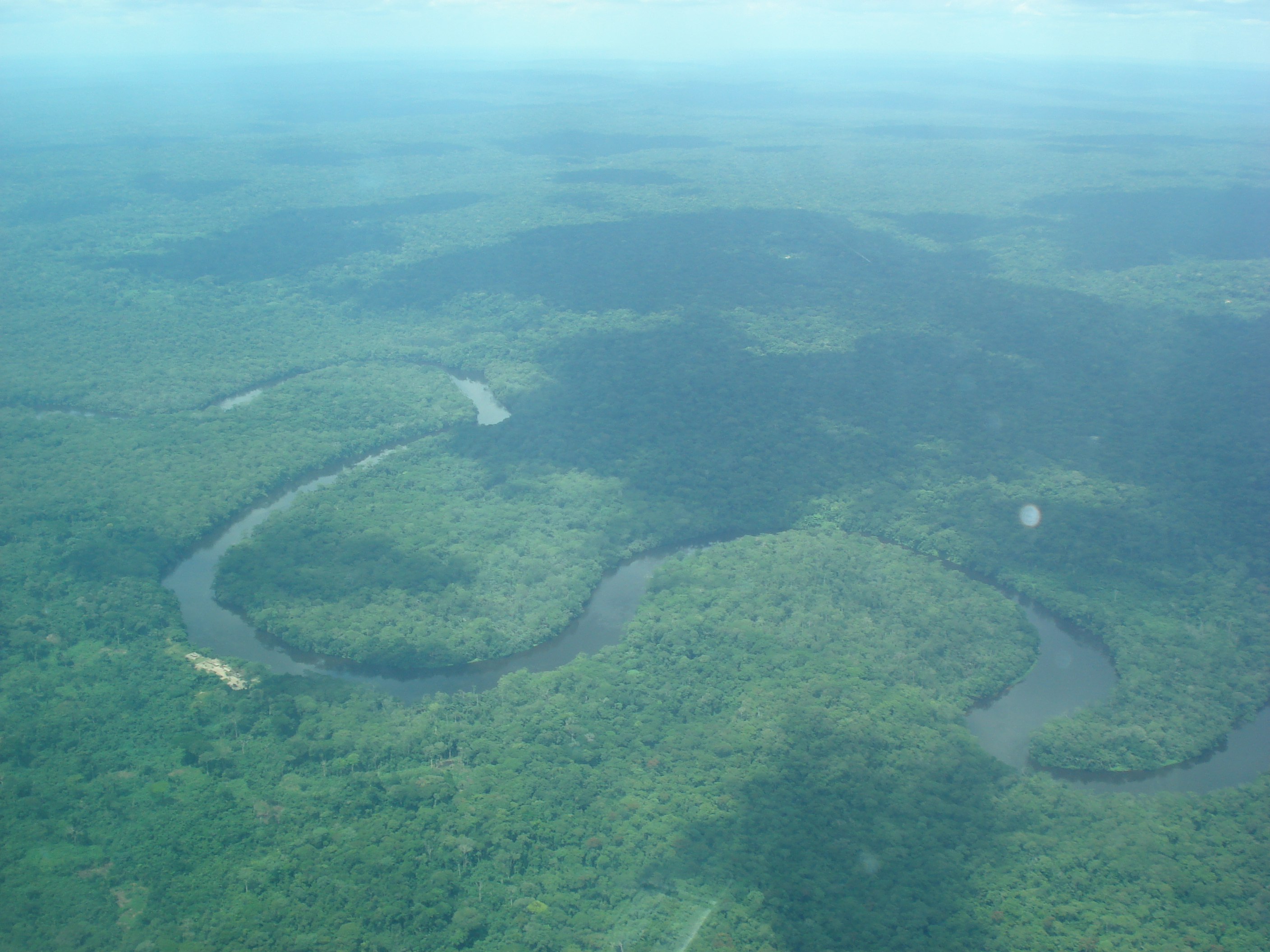
Vista aérea del río Lukenie mientras serpentea a través de los bosques de las tierras bajas de la República Democrática del Congo.

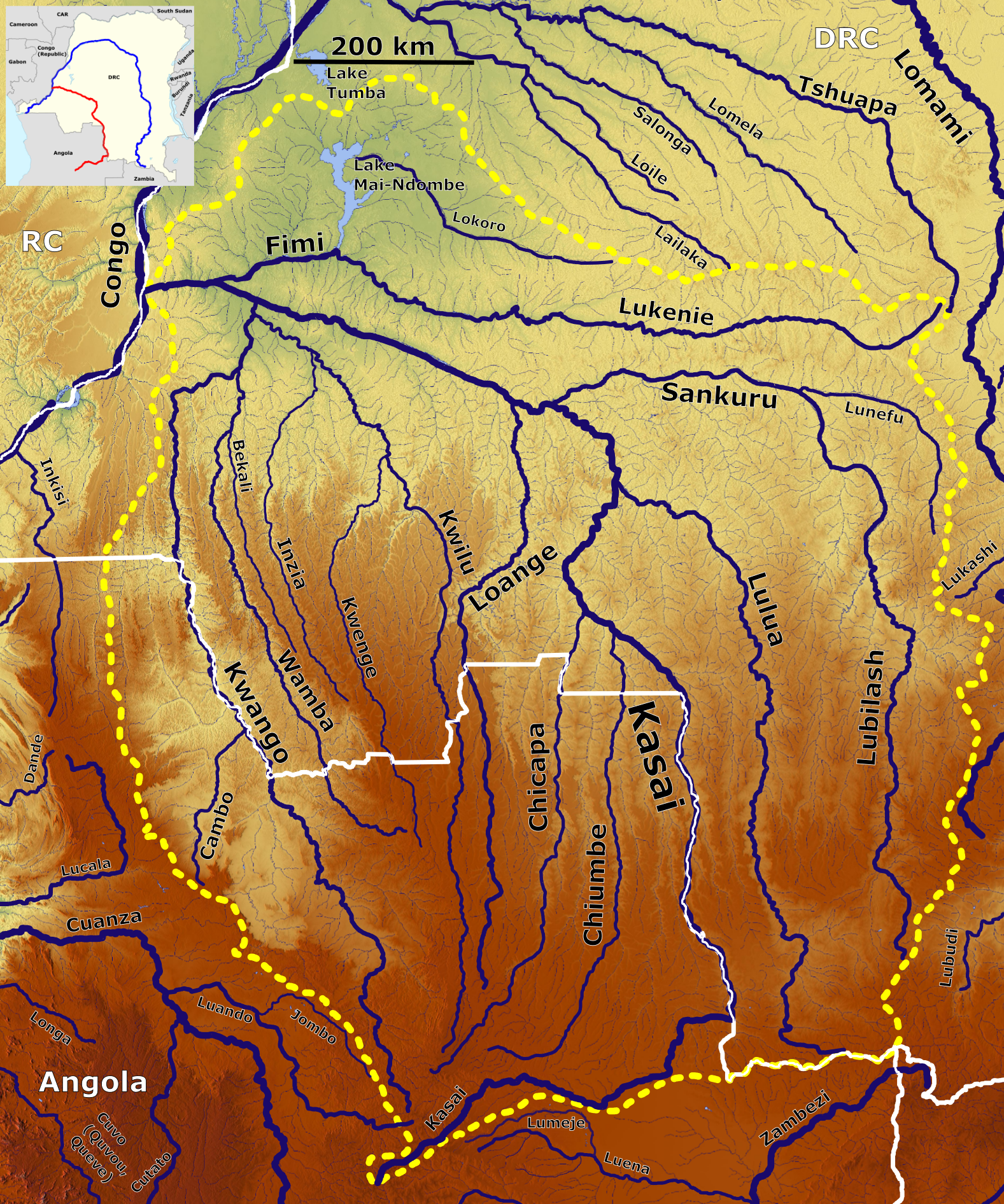
El río Lukenie en la cuenca de captación del río Kasai (en la parte superior)

El río Lukenie es un río en la cuenca central del río Congo de la República Democrática del Congo (RDC).
Las barcazas fluviales de Kinshasa viajan por los ríos Congo, Kwah ( Kasai) y Fimi hasta el río Lukenie para acabar desembarcando en Kole, en un viaje que dura de 6 a 12 semanas. Sin embargo, esto no se hace durante la temporada de aguas bajas (junio-agosto), por temor a quedar varado durante largos períodos. El Lukenie no es navegable por barcazas por encima de Kole.
Durante la era colonial belga temprana, el río a veces se usaba para transportar caucho desde puestos como Kole y Lodja hasta el lago Leopoldo II . Sin embargo, la mayoría de los suministros se trajeron por tierra desde Bene Dibele, al sur en la margen derecha del río Sankuru, justo debajo del punto donde se une al río Lubefu, una ruta más confiable.
Algunas de las principales áreas de concesión maderera de Sodefor (Sociedad de Desarrollo Forestal) se encuentran a ambos lados del río Lukenie, centradas en Oshwe. En septiembre de 2010, cientos de personas en Oshwe, una comunidad en la provincia de Mai-Ndombe, se manifestaron contra SODEFOR. Exigían el cese de la tala industrial en la región, que degrada la selva tropical de la que depende la comunidad sin traer beneficios a la comunidad empobrecida.